# Ludwig Tügel
Ludwig Carl Cäsar Tügel (* 6. September 1889 in Hamburg; † 25. Januar 1972 in Ludwigsburg) war ein deutscher Schriftsteller. Sein frühes Werk zeigte expressionistische Stileinflüsse, später bildete Tügel „einen skurrilen Humor und eine volkstümlich-balladeske Schreibart“ aus. Seine „Neigung zum Mystischen“ verlor er nie. Auch seinen Hauptmotiven „Krieg und Heimkehr aus dem Krieg“ sowie „Bindung an die norddeutsche Heimat“ blieb er stets treu. Im Literaturbetrieb des NS-Staates spielte Tügel eine erhebliche Rolle.

## Leben und Werk
Ludwig Tügel war Sohn eines Generaldirektors und Bruder des Theologen und Hamburger Landesbischofs Franz Tügel, des Regisseurs Hans Tügel sowie des Malers und Schriftstellers Otto Tetjus Tügel (der sich 1910 in Worpswede niedergelassen hatte). Er versuchte sich in jungen Jahren in mindestens 20 Berufen, darunter Schiffsbauer, Grafiker, Kaufmann, Siedler im Moor und Schiffsmodellbauer. Kurz nach Ende des Ersten Weltkrieges debütierte Tügel, nun 31, mit seinem Roman Die Herren von Ark und Besch (1921). Er nahm an beiden Weltkriegen teil, im Zweiten als Hauptmann. Ab 1928 lebte der Norddeutsche, zum zweiten Mal verheiratet, als freier Schriftsteller in Ludwigsburg, Baden-Württemberg.
Zu Tügels zentralen Werten zählen Ehre, Treue und – wahlweise – Heimat/Vaterland/Reich. Als Moral von Tügels Skizze Der Hauptmann mit der Brieftasche, die im Ersten Weltkrieg spielt, formuliert Ferdinand Krogmann: „Deutsche Soldaten ehren ihre Toten, auch wenn sie ihr eigenes Leben opfern.“ In seinem wohl bekanntesten Roman Pferdemusik von 1935 – der nach dem Zweiten Weltkrieg auch in einer Startauflage von 50.000 in der Taschenbuchreihe rororo des Rowohlt-Verlags erschien – könne „der Traum von Ehre und Treue“ freilich „nur noch als fatales Narrenspiel“ erscheinen, heißt es im DDR-Lexikon von 1974. Auch in den folgenden Werken sei Tügel den faschistischen Parteiparolen ausgewichen, um sich durch eine national-konservative Haltung abzusondern. Allerdings wich er nur den Wortlauten jener Parolen aus. Nach Krogmann kommen in Tügels 1938 erschienenen Erzählung Der Brook die meisten Protagonisten zu der Erkenntnis, nicht die kommunistische, wie manche fälschlich geglaubt hätten, vielmehr die nationalsozialistische Bewegung werde die nach dem Ersten Weltkrieg in Deutschland entstandenen Probleme lösen.

### „Künder des Reichs“
Tügel, ab 1933 Mitglied der NSDAP, veröffentlichte in den 12 Jahren des deutschen Faschismus rund ein Dutzend Bücher. 1937 und 1944 unternahm er, laut DDR-Lexikon, Vortragsreisen durch Holland, Belgien, Italien, Skandinavien und das Baltikum. Auch bei einem sogenannten Großdeutschen Dichtertreffen, das 1940 in Weimar stattfand, durfte er einen Vortrag halten. Nach einem Bericht, den Manfred Hausmann (Worpswede) am 29. September 1940 in der von Goebbels kontrollierten Wochenzeitung Das Reich gab, sprach Tügel zum Thema Die Gestaltung der Lebensordnung unseres Volkes als Aufgabe der Gegenwartsdichtung. Er habe sich um Klarheit bemüht, dabei aber nicht an den Verstand, sondern das Herz seiner Zuhörer gewandt. Für Hausmann drängten sich damit „freilich dichterische, nur gefühlsmäßig erfaßbare, in ihrer Bedeutung mehr zu ahnende als zu wissende Worte“ auf. Er teilte die mystische Neigung des Festredners, die sich zum Beispiel geballt in Tügels Roman Der Wiedergänger von 1929 findet. Für Tügel, so fasste Hausmann zusammen, lagen „die Ordnungen“ in der „Wirklichkeit Reich“ beschlossen, „dessen gehorsame Kinder und gestaltende Künder die Dichter sein sollen“. Wie den Abbildungen des umfangreichen Hausmann-Artikels zu entnehmen ist, trat Dichter Tügel in seiner Hauptmanns-Uniform auf. Krönung der Veranstaltung, auf der Oberstleutnant Kurt Hesse die Männer und Frauen des Geistes auf den „totalen Krieg“ einschwor, war ein Empfang durch den „Reichsstatthalter“ und Thüringer „Gauleiter“ Fritz Sauckel im Weimarer Schloß.
Für die Nachkriegszeit ordnet das DDR-Lexikon Tügels Schaffen in die „bürgerliche Strömung“ des sogenannten Magischen Realismus ein. Die Resonanz darauf sei gering gewesen. Tügels Nachlass, darunter Tagebücher und Briefe, befindet sich im Marbacher Literaturarchiv.

## Werke
- Die Herren von Ark und Besch. Roman. Hamburg 1921.
- Kolmar. Eine Novelle. Bremen 1922.
- Juergen Wullenwever, Lübecks großer Bürgermeister. Biografie. Jena 1926.
- Der Wiedergänger. Roman. Frankfurt am Main 1929.
- Die Treue. Erzählung. Berlin 1932, auch Hamburg 1938, Neuausgaben Kirchheim/Teck und Hamburg 1986
- Sankt Blehk oder Die große Veränderung. Roman. München/Hamburg 1934, auch Kopenhagen 1935, Malmö 1940, Voorburg (Holland) 1942, Riga 1944[8]
- Pferdemusik. Roman, München 1935, auch Oslo 1941, Frontbuchhandelsausgabe Hamburg 1943, rororo-Ausgabe Hamburg 1955,[9]
- Niederländische Übersetzung von Steven Barends: Peerdemuziek, (Digitalisat der 2. Auflage von 1938 im Internet Archive)
- Frau Geske auf Trubernes. Eine Saga. München 1936.
- Lerke. Erzählung. München 1936, auch Riga 1942.
- Der Brook. Erzählung. Hamburg 1938, Wehrmachtsausgabe Hamburg 1943.
- Das Dorkumer Tief. Schauspiel. Hamburg 1938.
- Die Abenteuer eines Soldaten: Deutsches Schicksal unter fremden Fahnen (Hrsg.) Dortmund 1939.
- Ludwig Tügel: Eine Dichterstunde. Hamburg 1939.
- Die Freundschaft. Novellen. Hamburg 1939, auch Brüssel 1943.
- Die See mit ihren langen Armen. Erzählung. Hamburg 1940, Feldpostausgabe 1942.
- Der Kauz. Eine Erzählung von Leben, Liebe und Krieg. Hamburg 1942.
- Auf der Felsentreppe und andere Erzählungen. Hamburg 1947.
- Das alte Pulverfaß und andere Erzählungen. Hamburg 1948.
- Bartholomäus Grottmanns fünfzigster Geburtstag. Erzählung. Hamburg 1948.
- Die Charoniade oder Auf dem Strom des Lebens. Roman. Hamburg 1950.
- Lerke. DVA, Stuttgart 1951.
- Joseph Conrad. Hörfolge. 1953.
- Daniel Defoe. Hörspiel. 1954.
- Der Ferner. Erzählung. Witten 1955.[10]
- Nebel. Funkessay. 1955.
- Die Dinge hinter den Dingen. Phantastische Erzählungen. Bremen 1959.[11]
- Der Unfall. Erzählung. 1963.
- Ein ewiges Feuer. Roman. Hamburg 1963.
- Boodevar erzählt. Zwei Novellen. Hamburg 1964.